# Макарове (Березівський район)
Мака́рове (кол. Макарове I руське + Макарове II німецьке) — село Ширяївської селищної громади у Березівському районі Одеської області. Населення становить 963 осіб.

## Населення
Згідно з переписом УРСР 1989 року чисельність наявного населення села становила 1101 особа, з яких 503 чоловіки та 598 жінок.
За переписом населення України 2001 року в селі мешкало 966 осіб.

### Мова
Розподіл населення за рідною мовою за даними перепису 2001 року:
| Мова       | Відсоток |
| ---------- | -------- |
| українська | 89,82 %  |
| молдовська | 8,00 %   |
| російська  | 1,45 %   |
| болгарська | 0,10 %   |
| румунська  | 0,10 %   |
| інші       | 0,53 %   |